# Luxemburg op de Europese kampioenschappen atletiek 2010
Luxemburg werd door één atleet vertegenwoordigd op de Europese kampioenschappen atletiek 2010, in de Spaanse stad Barcelona. Christophe Bestgen vertegenwoordigde zijn land op de 800 m. Vier jaar geleden haalde Luxemburg zijn eerste medaille ooit op dit kampioenschap: de zilveren, ook op de 800 m, door David Fiegen. Nu kon Bestgen geen medaille in de wacht slepen voor het groothertogdom.

## Deelnemers
| Onderdeel | Mannen             | Vrouwen |
| --------- | ------------------ | ------- |
| 800 m     | Christophe Bestgen |         |

## Resultaten

#### 800 m mannen
- Christophe Bestgen
  - Reeksen: 8e in 1.52,64 (NQ)

Albanië · Andorra · Armenië · Azerbeidzjan · België · Bosnië en Herzegovina · Bulgarije · Cyprus · Denemarken · Duitsland · Estland · Finland · Frankrijk · Georgië · Gibraltar · Griekenland · Groot-Brittannië · Hongarije · Ierland · IJsland · Israël · Italië · Kroatië · Letland · Liechtenstein · Litouwen · Luxemburg · Macedonië · Malta · Moldavië · Monaco · Montenegro · Nederland · Noorwegen · Oekraïne · Oostenrijk · Polen · Portugal · Roemenië · Rusland · San Marino · Servië · Slovenië · Slowakije · Spanje · Tsjechië · Turkije · Wit-Rusland · Zweden · Zwitserland